# Ludwig von Herterich
Ludwig von Herterich (n. 13 octombrie 1856, Ansbach, Regatul Bavariei, Reich-ul German – d. 25 decembrie 1932, Dachau, Bavaria, Reich-ul German) a fost un pictor și profesor de artă german. El a fost cunoscut ca pictor de compoziții cu tematică istorică și ca bun portretist. A fost un reprezentant al Grupului de la München.

## Biografie
Ludwig von Herterich a fost fiul lui Franz Herterich, sculptor și restaurator de artă. Ludwig a fost fratele mai mic al lui Johann Caspar Herterich. A fost profesor la Kunstschule Stuttgart și mai apoi, din 1898, profesor al Academiei de Arte din München. A avut ca elevi pe Richard Blume, Karl Caspar, Maria Caspar-Filser, Leo Delitz, Adolf Erbslöh, David Karfunkle, Käthe Kollwitz, Hermann Mühlen, Walter Püttner, Julius Seyler și Maria slavona (Marie Dorette Caroline Schorer). Pentru întreaga sa activitate în domeniul artelor a fost decorat cu Ordinul Maximilian în anul 1908.